# 은띠색줄멸과
은띠색줄멸과(Atherinopsidae)는 색줄멸목에 속하는 조기어류 과의 하나이다. 13개 속에 약 104종으로 이루어져 있으며, 신대륙의 바다와 민물을 포함한 열대 및 온대 수역에 널리 분포한다. 은띠색줄멸(Odontesthes regia) 등을 포함하고 있다.

## 하위 속
- Atherinopsinae
  - Atherinops
  - Atherinopsis
  - Basilichthys
  - Colpichthys
  - Leuresthes
  - Odontesthes
- Menidiinae
  - Atherinella
  - Chirostoma
  - Labidesthes
  - Melanorhinus
  - Membras
  - Menidia
  - Poblana